# ラグド島 (バハマ)
ラグド島（ラグドとう、英語: Ragged Island）はバハマの県である。

## 隣接行政区画
海を隔ててエグズーマ・アンド・キーズ、ロング島、キューバと接する。